# Philip Warren Anderson
Philip Warren Anderson (Indianapolis, 13 dicembre 1923 – Princeton, 29 marzo 2020) è stato un fisico statunitense, vincitore del Premio Nobel per la fisica nel 1977 per il contributo alle teorie dello scattering nell'antiferromagnetismo e nella superconduttività ad alta temperatura e della rottura spontanea di simmetria.

## Biografia
Oltre a ricoprire la cattedra di fisica presso la Princeton University,  era socio straniero dell'Accademia Nazionale dei Lincei.